# Gustavo Gili Torra
Gustavo Gili Torra (en catalán: Gustau Gili i Torra; Barcelona, 1935 - 26 de septiembre de 2008) fue un editor español, director de la Editorial Gustavo Gili.

## Biografía
Gili Torra empezó a dirigir la empresa antes de finalizar la década de los sesenta del siglo XX. Introdujo un giro importante en la empresa cuando decidió especializar su catálogo en tres áreas: arquitectura, diseño y comunicación. A partir de los años setenta, las colecciones publicadas sobre estas temáticas fueran esenciales en su temática.
En sus inicios, Gili Torra contó con las intervenciones de especialistas del grabado como Joan Barbarà y Jaume Coscolla. Impulsó la edición de grabados numerados y estampados manualmente y la edición de libros de pequeño formato publicados por la Colección Nueva Órbita (1965-1973). En esta colección  colaboraron Juan Eduardo Cirlot y José Ayllón, por citar algunos ejemplos, y el contenido versaba sobre la obra de grandes artistas como Modesto Cuixart, Eduardo Chillida y Manolo Millares.
Es particularmente interesante la Pequeña Enciclopedia del Arte Minia (1956-1971), una colección sobre crítica de arte, que difunde el pensamiento de autores de prestigio como por ejemplo Alberto Sartoris, Guy Weelen, Josep Gudiol, Joan Ainaud de Lasarte o Alexandre Cirici.
Arquitectura y crítica (1969-1981) y Ciencia urbanística (1970-1980) fueron dos colecciones fundamentales en  arquitectura, la primera dirigida por Ignasi de Solà-Morales y la segunda por su hermano Manuel de Solà-Morales. Introdujeron obras de autores críticos e innovadores como Lissitzky, Adolf Loos o Hannes Meyer.
Impulsó colecciones sobre cultura visual y teoría del arte con títulos como Comunicación visual (1973-1982), Punto y línea (1976-1985) GGDiseño (1979-), GG Arte (1979-1982), Hipótesis (1995-2008), FotoGGrafía (1980-1986, 2001-2009).
El reconocido diseñador suizo Yves Zimmermann se incorporó a la editorial en 1973 para asesorar en diseño gráfico. Actualmente continúa al frente de la dirección de la colección GG Diseño.
La colección FotoGGrafía contó con el asesoramiento de Joan Fontcuberta. Los títulos publicados en esta colección recogen obras de grandes autores de la Historia de la Fotografía de Beaumont Newhall u obras de autores como Man Ray. Se retomó la colección a partir de 2001 y se publicaron obras de autores como Geoffrey Batchen, Cartier-Bresson o Moholy-Nagy.